# Humanos - A Vida em Variações

Humanos - A Vida em Variações é um documentário de curta-metragem, que o cineasta António Ferreira realizou sobre a banda Humanos, que recriou as canções inéditas do músico português António Variações. O realizador acompanhou a banda ao longo de um ano, desde a preparação dos ensaios que deram origem aos espectáculos ao vivo no Coliseu dos Recreios em Lisboa, até aos últimos concertos no Coliseu do Porto em Julho de 2005 e no Festival Sudueste em Agosto do mesmo ano. António Ferreira também realizou e produziu o DVD ao vivo "Humanos ao Vivo no Coliseu dos Recreios de Lisboa" lançado a 4 de Dezembro de 2006.

## Sinopse
Um dia, inadvertidamente, é descoberta uma caixa de sapatos esquecida numa prateleira de uma editora discográfica. Dentro desta, estão cassetes contendo gravações inéditas de António Variações, que ele fazia num pequeno gravador no seu quarto, registando os mais intimos momentos de inspiração. Ao escutar estas gravações, onde Variações cantava na mais pura das situações - sem acompanhamento musical, às vezes mesmo sussurrando para não acordar os vizinhos - percebeu-se que este tesouro não podia ficar por revelar. Assim nasceram os HUMANOS. Uma super-banda, constituida por super-músicos, onde Manuela Azevedo, David Fonseca e Camané dão voz às músicas e letras de António Variações. Este filme acompanha o processo de preparação dos espectáculos ao vivo nos Coliseus de Lisboa e Porto no Verão de 2005, bem como nos revela de que forma os músicos abordaram estes esboços de canções, que apesar de despidos, continham toda a vibração e energia que António Variações nos deixou.

## Ficha Técnica
- Formato: Digital
- IGAC 90073/2017
- ISAN 0000-0006-15F0-0000-M-0000-0000-8